# Terry Riley
Terry Riley   (Colfax, 24 de juny de 1935) és un compositor i pianista nord-americà de música contemporània. Se'l considera, juntament amb La Monte Young, Steve Reich i Philip Glass un dels màxims impulsors del minimalisme.
Va néixer a Colfax (Califòrnia) el 24 de juny de 1935. El seu primer contacte amb la música va ser a través de la ràdio, on hi va sentir cançons de Cole Porter, George Gershwin i Richard Rodgers. Als cinc o sis anys va començar a estudiar violí i poc després es va iniciar en el piano, en aquest cas d'oïda. El seu professor de música a l'institut, Ralph Wadsworth, va introduir-lo a compositors com Bartók i Stravinsky, entre d'altres. Riley va seguir només amb el piano i va començar a fer classes amb Duane Hampton, una professora que havia impartit classes al prestigiós Institut Curtis. Posteriorment va fer classes amb Adolf Baller (el mestre de la seva antiga professora) al Conservatori de San Francisco.
Quan estava a la universitat es va adonar que no seria concertista de piano pels nervis que això li produïa i per haver començat tard a prendre’s seriosament la carrera. Va ser llavors quan va començar a escriure música i va fer classes de composició amb Wendall Otey.
Es va casar amb Anne Smith l'any 1958 i va tenir una filla i dos fills. Mentre feia diverses feines fora de l'àmbit de la música va estudiar composició de forma privada amb Robert Erickson. Per altra banda, tenia un trio de jazz amb dos companys de la classe de Wendall Otey, Pauline Oliveros i Loren Rush.
L'any 1959 va entrar a la Berkeley University, però el corrent estètic predominant en el moment a la universitat, el serialisme, no li interessava. De fet, en aquell moment estava fascinat per la complexitat rítmica que mostrava Stockhausen en obres com la Zeitmasze. A Berkeley hi va conèixer a La Monte Young i en va ser col·laborador en alguns dels seus projectes. Paral·lelament als estudis a Berkeley, va seguir fent classes amb Erickson, de qui deia que era “un model de seny en un ambient a Berkeley que no li agradava”.
Posteriorment se’n va anar a Europa, i després d'una breu estada a Algeciras va viure dos anys a París. Va assistir als cursos de Darmstadt (on hi va escoltar la conferència de Stockhausen sobre la seva obra Gruppen) i va participar d'alguns actes de fluxus, però no es va sentir especialment atret per les idees musicals que hi sorgien. En aquell moment Riley va començar a abandonar el cromatisme per investigar la improvisació modal.
Va tornar a San Francisco probablement l'any 1964. Allà hi va compondre in C, la seva obra més reconeguda, que es considera la primera obra minimalista (encara que Young ja havia fet obres que es podrien denominar minimalistes, si bé és cert que amb menys repercussió). Està escrita per a un ensemble indeterminat d'instruments i consisteix en 53 frases musicals en do major que s'han de repetir un nombre aleatori de vegades per cada intèrpret, de forma que es genera una gran heterofonia.
Va ser membre fundador del San Francisco Tape Music Center i va compondre diverses obres amb de tape music.
Poc després d'estrenar in C, Riley, anomenat per Jill Barlow el pare del minimalisme americà, es va mudar a Nova York, on va viure molt a prop de Young i on va compondre obres com Keyboard Studies o composicions per a cinta.
Als anys 70 es va interessar per la música clàssica de l'Índia quan Young li va presentar a Pran Nath, un cantant i professor de Kirana del qual va esdevenir alumne. L'entusiasme per aquesta música va ser tal que al setembre de 1970 Riley i la seva famíla van anar a l'Índia per quedar-s'hi durant sis mesos.
Riley va treure el seu primer àlbum sol, titulat Shri Camel, l'any 1980 a través de la Columbia Broadcasting System. Consistia en una obra en quatre moviments, tots basats en una escala de do dòrica.

## Obra

### Música per a formacions de corda
- Sunrise of the Planetary Dream Collector (1980) - quartet de corda
- G Song (1980) - quartet de corda
- The Wheel & Mythic Birds Waltz (1983) - quartet de corda
- Cadenza on the Night Plain (1983) - quartet de corda
- The Crows Rosary (1987) - quartet de corda i sintetitzadors
- El Hombre (1993) - quartet de corda i piano
- The Cusp of Magic (2003) - quartet de corda i Pipa
- String Quartet (1960)
- String Trio (1961)
- The Sands (1990) - quartet de corda i orquestra
- Salome Dances for Peace for string quartet (1985-86)
- Requiem for Adam - quartet de corda (1999)
- Sun Rings (2001) - quartet de corda, cor i pista base pregravada
- Mario in Cielo (1998) - quartet de corda
- Lacrymosa (Remembering Kevin) (1998) - quartet de corda
- Transylvanian Horn Courtship (2008) - quartet de corda utilitzant instruments customitzats creats per Walter Kitundu i loops en temps real.
- Transylvanian Horn Courtship part 2 (2008) - quartet de corda (amb instruments tradicionals)
- The Welcoming Baptism of Sweet Daisy Grace

### Música orquestral
- Remember this o Mind (1997) - primera versió per a quartet de corda, quintet de vent i veu
- June Buddha’s (1990) - cor i orquestra
- SolTierraLuna (2007) -violí, dues guitarres i orquestra
- The Sands (veure's música per a formacions de corda)
- Deepchandi for string orchestra and electronic backing track
- Jade Palace (1990) - gran orquestra
- Half Wolf Dances Mad in Moonlight - orquestra de corda
- She’s So Heavy Variations (2001) - orquestra de corda i arpa
- ArchAngels (2003) - 8 violoncels
- Zephir for Violin and Orchestra (2009)

### Obres per a piano
- Two Pieces for Piano (1958-59)
- Concert for 2 Pianists and 5 tape recorders (1961)
- The Heaven Ladder Book 7 (1994) - solo piano
- The Heaven Ladder Book 5 - piano 4 hands
- The Walrus in Memorium (1991-93)
- Banana Humberto 2000 - Concert per a piano i banda electroacúsitca (2002)
- Be Kind to One Another Rag (2007) - solo piano

*les següents obres per a piano no tenen partitura o no està completament anotada.
- The Harp of New Albion for Piano (1983-85) - tuned in just intonation -
- The Heaven Ladder Book 6, NIGHT MUSIC 1996?
- Ebony Horns 1990 - piano sol
- The Philosophers Hand (1999)
- Song from the Old Country (1979-89)
- The Melodious Junkyard (2006)
- Keyboard Studies 1 & 2 (1965)

### Obres per a orgue
- The Universal Bridge (2008)

### Quartets de saxòfons
- Chanting the Light of Foresight  Saxophone Quartet (1987)
- Mandala Miniatures Saxophone Quartet (1999)
- Uncle Jard Saxophone quartet, voice, piano, harpsichord (1998)
- Assassin Reverie Saxophone quartet and electronic backing track

### Altres composicions
- What the River Said (1997) - violí i violoncel barrocs, surbahar, mridangham, veu femenina, veu masculina i sintetitzador.
- Olde English for solo Cello (2003) -
- Bruces Traveling Machine for solo cello and backing tracks (2005)
- The Slaving Wheel of Meat Conception (2007) - violí, violoncel, contrabaix, veu, piano, flauta, clarinet baix i percussió
- Dorian Reeds (1964/65) - saxòfon i cinta

### Obres compostes per les bandes Khayal, The Figil Band i Teh Terry Riley all stars
- Crazy World (2006)
- Hey Mister (2006)
- Nur Dendia (2006)
- Rest, You Did Your Best
- Turning (1990)
- Shield of Baghdad (2003)
- Baghdad Highway (2003) - veu i sintetitzador
- Shades of White (1990)
- Eastern Man (1980)
- Curse of the 7 Generations Blues (2005)

### Música de cambra
- Spectra (1959) -violí viola violoncel flauta clarinet i fagot
- Envelope (1960) - for piano, saxo soprano, trompa i violí
- IN C (1964) - qualsevol instrumentració
- Autumn Leaves (1965 / 1964) - qualsevol instrumentació
- Tread on the Trail (1965) - qualsevol instrumentació
- Olson 111 (1967) - qualsevol combianció vocal i instrumental petita
- The Room of Remembrance (1987) - Vibràfon, marimba, saxo soprano i piano
- The Crow’s Rosary (1987) - quartet de corda i sintetitzadors
- The Bowed Rosary (1988) - bowed piano ensemble i sintetitzadors
- Cactus Rosary (1989) - narrador, clarinet i clarinet baix, trompeta percuussió, piano baix i soroll de peyote
- Salome’s Excellent Extension (1990) -Vibràfon, marimba, saxo soprano i piano
- Ritmos and Melos (1993) - violí, piano i percussió
- Four Woelfli Portraits (1992) - flauta, violí, clarinets, saxòfons, violoncel, piano i percussió
- Loops for Ancient-Giant-Nude-Hairy-Warriors Racing down the Slopes of Battle (2007) - orquestra de cambra
- Atodreamographical Tales (versió de 2008) - narrador, veu, clarinet, sintetitzadors, piano, guitarra, violoncel, baix i percussió
- Science Fiction (2008) - narrador, veu, clarinet, sintetitzadors, piano, guitarra, violoncel, baix i percussió

### Música coral
The Mexico City Blues Chorus 19 SSATBB (1993)
- FairyTale #1 A Big Hand for Dr. Seuss, Please (2006) - narrador, SATB, flugal horn, fagot, trombó baix, tuba i percussió
- Earth Whistlers - dotze veus femenines i quartet de corda i sons de l'espai gravats per la NASA
- Prayer Central - gran cor SATB, String Quartet and specially treated sounds recorded in space by NASA

MÚSICA PER A GUITARRA SOLA O AMB ENSEMBLE
- Barabas - guitarra
- Ascencion -guitarra
- Piedad - guitarra
- Cantos Desiertos - flauta i guitarra (versió alternativa amb violí)
- Dias de los Muertos - percussió i guitarra
- Y Bolanzero (2001) - 7 guitarres
- Las Puertas - guitarra i piano
- Zamorra - dues guitarres
- Taboo Danzas (2003) - clarinet baix i guitarra
- Quando Cosas Malas Caen del Cielo - guitarra amb afinació justa
- Moonshine Sonata - guitarra amb afinació justa i Korg Triton Synthesizer
- SolTierraLuna - (see orchestral works)

### Música per a teatre
(cap obra amb partitura però gravacions d'àudio de totes)
- The Four Legged Stool (1961) - for the Anna Halprin Dance Co. - Mescalin Mix
- Music for the Gift  (1963)
- The Saint Adolf Ring  (1993) - òpera de cambra
- Incidental Music for Josephine the Mouse Singer (2000)
- Incidental music for The Beard  (2006) (Michael McClure)

### Música per a cinta
- Concert for 2 Pianos and 5 Tape Recorders (1960) - s'han perdut les cintes
- Music for the Gift (1963) - col·laboració amb Chet Baker
- Mescaline Mix (1961-62) - per cinta stereo
- The Bird of Paradise  (1964)
- I  (1964)
- That’s Not You!  (1966)
- Shoeshine (1964)
- You’re Nogood (1967)[5]